# 視覚誘導性自己運動感覚
視覚誘導性自己運動感覚（しかくゆうどうせいじこうんどうかんかく、ベクション（英: vection）とも）とは、実際には静止している人間が、視覚情報によって移動しているような感覚が引き起こされてしまう現象である。1966年、ジェームズ・ギブソンにより報告されたこの現象は、視覚情報が外界の物体の形状・運動を把握するだけでなく、自身の運動を把握するためにも使われる、ということを示している例でもある。
この現象が誘発されやすい条件として、中心視よりも周辺視にパターンを見せることが有効であると言われている。しかし、周辺視野への刺激よりむしろ、パターンが背景として知覚されることが重要であるとも報告されている。また、自分が動く可能性があるという認識を持っていることも重要とされる。

## 実例
トレイン・イリュージョン（英: Train Illusion）
停車中の列車から、動き出した別の列車を見ると、あたかも自分の乗っている列車が動いているように感じることがある。これは、日常生活でしばしば経験できるこの現象の一例である。
VR酔い
ヘッドマウントディスプレイ等を使い、視界いっぱいに映像を見るという特性上、VRでは自己運動感覚が容易に引き起こされる。そのため、VR映像を体験後、倦怠感、不快感や嘔吐などの症状が生じる「VR酔い」が起こりやすくなっている。

## 応用例
- 高速道路などでは、渋滞緩和や速度超過の対策として、発光体を利用した走光型視線誘導システムが利用されている[11][12]。
- スパイダーマンをはじめとする多くのアクション映画や、ガールズ&パンツァーなどのアニメ作品では、この現象を利用した表現が多く使われている[13]。